# Peter Wetter
Peter Wetter (* 5. Februar 1930 in München; † 24. Mai 2020 in Stuttgart) war ein deutscher Jurist und Politiker (CDU).

## Ausbildung und Beruf
Peter Wetter war der Sohn des früheren Senatspräsidenten beim Bundesfinanzhof Alfons Wetter. Er studierte Wirtschafts- und Rechtswissenschaften, wurde 1958 in München mit der juristischen Arbeit Die Abgrenzung der Betriebsausgaben von den Kosten der Lebenshaltung in ihrer steuerlichen Bedeutung zum Dr. iur. promoviert und war als Finanzbeamter und Steuerberater tätig.
Er war von 1989 bis 1994 Geschäftsführer der Staatlichen Toto-Lotto GmbH Baden-Württemberg. Bis zum Dezember 1992 war er Mitgesellschafter der Steuerberatungsgesellschaft Dr. Wetter und Partner GmbH.
Peter Wetter war seit 1950 Mitglied der katholischen Studentenverbindung AV Guestfalia Tübingen im CV.

## Politik
Peter Wetter zog 1972 über ein Direktmandat für den Wahlkreis Stuttgart I (Stuttgart-Mitte) erstmals in den Landtag von Baden-Württemberg ein. Er war Abgeordneter von 1972 bis 1992 von der 6. Wahlperiode bis zur 10. Wahlperiode.

Insbesondere engagierte er sich in der Kulturpolitik. Auf seine Initiative ging die 1977 gegründete Kunststiftung Baden-Württemberg zurück, deren Beiratsvorsitzender er 20 Jahre lang war, zudem Ehrenvorsitzender. 
Er setzte sich maßgeblich ein für die Wiederherstellung des Opernhauses, die Herrichtung des Marmorsaals im Weißenburgpark und des Wilhelma-Theaters, sowie für die Restaurierung des Klosters Bronnbach.
Von 1983 bis 1986 war er Vorsitzender des Landesverbandes des Bibliotheksverbandes Baden-Württemberg und gehörte dem Rundfunkrat des Süddeutschen Rundfunks an. Er war von 1985 bis 2011 Vorsitzender des Fördervereins Alt Stuttgart. Er war Ehrenvorsitzender des Beirats der Kunststiftung Baden-Württemberg.

## Lotto-Affäre Baden-Württemberg
Seit 1994 ermittelte die Staatsanwaltschaft Stuttgart wegen Betrugs im Zusammenhang mit Spielunregelmäßigkeiten bei der Staatlichen Toto-Lotto GmbH Baden-Württemberg und seit Mitte März auch wegen mehrfacher Untreue gegen Peter Wetter. Am 30. Mai 1995 wurde ihm ein Strafbefehl in Höhe von 52.500 DM wegen Untreue in seiner Funktion als Geschäftsführer zugestellt. Zur Vermeidung einer Verurteilung in einem öffentlichen Strafverfahren und ohne weitere öffentliche Aufklärung der erhobenen Vorwürfe bezahlte Wetter diesen Strafbefehl.
Verschiedene Zeitungen und Nachrichtenmagazine hatten zuvor über ihn in seiner Funktion als Lotto-Chef in Baden-Württemberg berichtet.
Im Spiegel erschien u. a. ein Artikel mit dem Vorwurf, dass ein großer Teil der von baden-württembergischen Lottokunden gekauften Spielscheine niemals an Ziehungen zu Sonderauslosungen teilgenommen habe. Der Aufwand für die nach jeder Ziehung jeweils notwendige Aussortierung der Dauerlottoscheine (Spielscheine für mehrere Wochen hintereinander) aus der Lostrommel erschien Peter Wetter offenbar zu aufwendig, deswegen wurden diese gar nicht zur Ziehung in die Lostrommel geworfen. Die Stammkunden mit Dauerlottoscheinen ahnten davon nichts. Außerdem – so der Spiegel – seien Familienangehörige, Verwandte und Freunde von Peter Wetter auf lukrative Spitzenpositionen in der Lottozentrale gehievt worden. Er selbst habe zahlreiche von der Lottogesellschaft finanzierte Luxusreisen ins Ausland unter dem Vorwand angeblich notwendiger Tagungen und Konferenzen und damit verbundene Vorteilsvergaben an Mitarbeiter von Lotto sowie an Dritte zu verantworten.
Wetter legte sein Amt als Lotto-Chef im Juni 1994 nieder.

## Ehrungen
- Verdienstkreuz 1. Klasse des Verdienstordens der Bundesrepublik Deutschland (1983)
- Großes Verdienstkreuz des Verdienstordens der Bundesrepublik Deutschland (1990)
- Deutscher Preis für Denkmalschutz (1993)
- Verdienstmedaille des Landes Baden-Württemberg (2003)
- Ehrensenator der Universität Mannheim (2004)

## Schriften
- Die Abgrenzung der Betriebsausgaben von den Kosten der Lebenshaltung in ihrer steuerlichen Bedeutung. 1958 (Dissertation)
- Was bringt uns die Erbschaftsteuer-Reform? Handelshaus, Stuttgart 1972
- Ernst Hirt: Verjährungs-Lexikon. Schäffer, Stuttgart 1967, 2. Aufl. neu bearbeitet von Peter Wetter
- Steuertips für Vereine. Schäffer, Stuttgart 1977
- Spezialitäten der schwäbischen Küche für jedes Wetter. Stuttgart 1986